# Мигачёв, Рем Данилович
Рем Данилович Мигачёв (3 декабря 1926, посёлок «44-я шахта» Чистяковского района Сталинской области — 30 января 2023, Москва, Россия) — советский и российский учёный-горняк, один из пионеров применения компьютерных технологий в горном деле. Доктор технических наук, профессор, Заслуженный деятель науки и техники РСФСР.

## Биография
Рем Данилович Мигачёв родился в семье горного инженера в поселке «44 шахта» Чистяковского района в Донбассе. В 1944 г. добровольцем ушел на фронт. Воевал в десантных войсках, в составе парашютно-десантного полка принимал участие в боях с Германией и Японией.
После демобилизации в 1951 г. поступил на учебу в Московский горный институт (сейчас - один из институтов НИТУ "МИСиС"), по окончании которого был направлен на работу в комбинат «Тулауголь». На шахтах Мосбасса прошел путь от горного мастера до главного инженера шахты.
Во время работы на шахтах Р.Д. Мигачев увлекся идеями, связанными с автоматизацией тяжелого шахтерского труда, которые в то время только начали проявляться в горной науке. Это привело молодого инженера в институт Гипроуглеавтоматизация – головную организацию по автоматизации производственных процессов в угольной промышленности СССР.
В 1964 защитил кандидатскую, а в 1970 году - докторскую диссертацию.
С 1990 по 2007 г. Р.Д. Мигачев работал во Всесоюзном научно-исследовательском институте информационных технологий (ВНИИТ).

## Научная и преподавательская деятельность
Новаторской была уже кандидатская диссертация Р.Д. Мигачёва, посвященная анализу экономической эффективности автоматизации производственных процессов на угольных шахтах. Для реализации своих идей Р.Д. Мигачёв из небольшой группы единомышленников организовал научный коллектив, который в 1968 г. оформляется в Отделение кибернетических методов управления. В начале 1970-х гг. Отделение, в котором тогда уже работало почти 300 человек, было самым молодым и самым продуктивным подразделением в институте.
В этот период Р.Д. Мигачёв в ранге главного конструктора ОАСУуголь начинает заниматься глобальным проектом – созданием сети информационно-вычислительных центров во всех угольных бассейнах СССР. Он был инициатором создания Главного вычислительного центра (ГВЦ) и Информационно-диспетчерского пункта (ИДП) Минуглепрома СССР. Эти структуры были оснащены лучшей в СССР вычислительной техникой, доступной для гражданских отраслей народного хозяйства. Уже в конце 1970-х гг. деятельность Минуглепрома СССР была немыслима без информационной поддержки, которая обеспечивалась средствами ОАСУуголь.
В ходе создания отраслевой АСУ под руководством и при непосредственном участии Р.Д. Мигачёва был разработан комплекс инженерных и экономических методов, обеспечивающих применение вычислительной техники для решения широкого круга управленческих задач в угольной промышленности. Эти работы были обобщены в докторской диссертации, которую Р.Д. Мигачев защитил в 1970 г. Научный и практический вклад Р.Д. Мигачёва в создание отраслевой АСУ был отмечен присвоением ему в 1974 г. звания «Заслуженный деятель науки и техники РСФСР».
В 1975 г. в созданном годом ранее по его инициативе Всесоюзном научно-исследовательском институте управления угольной промышленностью (ВНИИУуголь)в качестве научного руководителя возглавил работу, связанную с переходом угольной промышленности от четырехуровневой системы управления «министерство – комбинат – трест – предприятие» к трехуровневой системе «министерство – производственное объединение – предприятие».
С 1990 по 2007 г. Р.Д. Мигачёв, работая во Всесоюзном научно-исследовательском институте информационных технологий (ВНИИТ), руководил научно-исследовательской работой, связанной с компьютеризацией управленческой деятельности как на предприятиях (машиностроительные заводы, предприятия почтовой связи), так и в органах государственного управления (Госгортехнадзор, Минтруд России).
Успешно совмещал научную работу с педагогической деятельностью. Под его научным руководством защищены более 100 кандидатских и докторских диссертаций. Многие годы был председателем Государственной экзаменационной комиссии по специальности АСУ в Московском горном институте, членом горной секции ВАК. В течение 12 лет Р.Д. Мигачёв был профессором кафедры управления Академии народного хозяйства при Совмине СССР.
Скончался 30 января 2023 года.

## Признание
За участие в Великой Отечественной войне награжден орденами Отечественной войны II степени и Красной Звезды, множеством медалей, в том числе «За взятие Кёнигсберга» и «За взятие Берлина».
За мирный труд награжден орденами Трудового Красного Знамени и "Знак Почёта", различными медалями (в т.ч. медалью ордена "За заслуги перед Отечеством" II степени), почётным знаком "Шахтёрская слава" всех трёх степеней.
Р.Д. Мигачёв - обладатель почётного звания «Заслуженный деятель науки и техники РСФСР».